# Eumida alvini
Eumida alvini är en ringmaskart som beskrevs av Eibye-Jacobsen 1991. Eumida alvini ingår i släktet Eumida och familjen Phyllodocidae. Inga underarter finns listade i Catalogue of Life.